# Euphrasia tricuspidata
Euphrasia tricuspidata är en snyltrotsväxtart. Euphrasia tricuspidata ingår i släktet ögontröster, och familjen snyltrotsväxter.

## Underarter
Arten delas in i följande underarter:
- E. t. cuspidata
- E. t. tricuspidata